# Списак српских играних филмова
Списак српских играних филмова обухвата српске филмове по годинама када су они снимани, односно премијерно приказани.
Садржани су филмови који су настали у Краљевини Србији и међу Србима у Војводини до 1918, односно. до настанка Краљевине СХС и игране филмове из периода после распада СФРЈ, од 1992. године, па до данас, дакле филмове који су настали у Србији (као републици у саставу СРЈ, после 1992. године, и као независној држави, после 2006. године. На списку се налази и један филм настао у време окупације (1941—1944).
Око 150 филмова је снимљено у Панчеву и околини. Као значајно место снимања наводи се Катинкина кућа на Дедињу.
Филмови који су снимљени за време постојања Југославије налазе се на списку југословенских филмова.

## Од настанка филма до 1918.
| 1904.                     | 1911.                                         | 1912.         | 1915.      | 1916.                |
| - Крунисање Краља Петра I | - Карађорђе - Улрих Цељски и Владислав Хуњади | - Јадна мајка | - Спасилац | - Лопов као детектив |

## Период окупације (1941—1944)
| 1942.                  |
| - Невиност без заштите |

## Од 1992. до данас

### 1992
- Танго аргентино
- Полицајац са Петловог брда
- Проклета је Америка
- Тито и ја
- Велика фрка
- Ми нисмо анђели
- Црни бомбардер
- Дезертер
- Булевар револуције
- Увод у други живот
- Јевреји долазе

### 1993
- Горила се купа у подне (Gorilla Bathes At Noon) (Србија+Немачка)
- Три карте за Холивуд
- Кажи зашто ме остави
- Пун месец над Београдом
- Боље од бекства
- Византијско плаво

### 1994
- Биће боље
- Слатко од снова
- Дневник увреда 1993.
- Ни на небу, ни на земљи
- Вуковар, једна прича (Србија+САД+Италија)
- Рођен као ратник (Србија+САД)

### 1995
- Дупе од мрамора (Marble Ass)
- Пакет аранжман
- Тераса на крову
- Подземље (Underground) (Србија+Француска+Немачка)
- Туђа Америка (Someone else's America) (Србија+Француска+Немачка+Грчка+Велика Британија)
- Урнебесна трагедија (Србија+Бугарска+Француска)
- Тамна је ноћ
- Трећа срећа
- Убиство с предумишљајем

### 1996
- Нечиста крв
- Лепа села лепо горе
- Довиђења у Чикагу

### 1997
- До коске
- Балканска правила (Србија+Грчка)
- Враћање
- Танго је тужна мисао која се плеше
- Птице које не полете
- Три летња дана

### 1998
- Стршљен (Србија+Италија+Бугарска)
- Три палме за две битанге и рибицу
- Ране (Србија+Немачка)
- Купи ми Елиота
- Црна мачка бели мачор (Србија+Немачка+Француска+Аустрија+Грчка+САД)
- Лајање на звезде
- Буре барута (Cabaret Balkan) (Србија+Македонија+Француска+Грчка+Турска)
- Повратак лопова
- Точкови
- Спаситељ (Србија+САД)

### 1999
- Нож
- Бело одело (Србија+Велика Британија)
- Рањена земља
- У име оца и сина (Србија+Црна Гора)

### 2000
- Земља истине, љубави и слободе
- Небеска удица (Србија+Италија)
- Сенке успомена
- Механизам
- Рат уживо
- Дорћол-Менхетн
- Тајна породичног блага

### 2001
- Нормални људи
- Сељаци
- Муње!
- Наташа
- Апсолутних сто
- Бумеранг
- Виртуелна стварност
- Она воли Звезду
- Све је за људе

### 2002
- Т. Т. Синдром
- Рингераја
- Мала ноћна музика
- Један на један
- Мртав ’ладан
- Држава мртвих
- Лавиринт
- Зона Замфирова
- Кордон

### 2003
- 011 Београд (Србија+Аустрија)
- Јагода у супермаркету (Србија+Немачка+Италија)
- Ледина
- Волим те највише на свету
- Професионалац
- Скоро сасвим обична прича
- Сироти мали хрчки 2010
- Сјај у очима (Србија+Велика Британија)
- Мали свет

### 2004
- Пљачка Трећег рајха
- Кад порастем бићу Кенгур
- Пад у рај (Србија+Немачка+Француска+Холандија)
- Живот је чудо (Србија+Француска+Италија)
- Мемо
- Јесен стиже, дуњо моја
- Сиви камион црвене боје (Србија+Словенија+Немачка)
- Пољупци
- Журка
- Диши дубоко
- Сан зимске ноћи
- Да није љубави, не би свита било
- Опет пакујемо мајмуне (Србија+Црна Гора)

### 2005
- Ми нисмо анђели 2
- Буђење из мртвих
- Југ-југоисток
- Балканска браћа (Србија+Канада)
- Звезде љубави
- Флерт
- Потера за срећ(к)ом
- Ивкова слава
- Трилинг

### 2006
- Кројачева тајна
- Апориа
- Караула (све бивше југословенске републике+Велика Британија+Мађарска+Аустрија)
- Условна слобода
- Синовци
- Шејтанов ратник
- Сутра ујутру
- Седам и по
- Оптимисти (Србија+Шпанија)
- Ми нисмо анђели 3-Рокенрол узвраћа ударац
- Ствар срца
- Гуча! (Србија+Бугарска+Аустрија+Немачка)

### 2007
- Хамлет
- Црни Груја и камен мудрости
- Клопка (Србија+Немачка+Мађарска)
- Коњи врани
- Два
- Завет (Србија+Француска)
- Кенеди се жени
- Одбачен
- Хадерсфилд
- Пешчаник (Fövenyóra) (Србија+Мађарска)
- С. О. С. - Спасите наше душе
- Промени ме
- Аги и Ема
- Принц од папира
- Четврти човек

### 2008
- Чарлстон за Огњенку
- Љубав и други злочини (Србија+Немачка+Аустрија+Словенија)
- Милош Бранковић
- На лепом плавом Дунаву
- Читуља за Ескобара
- Биро за изгубљене ствари
- Бледи месец
- Турнеја (Србија+Република Српска+Словенија+Хрватска)

### 2009
- Роде у магли
- Друг Црни у Народноослободилачкој борби
- Зона мртвих (Zone of the Dead) (Србија+Италија+Шпанија)
- Живот и смрт порно банде
- Тамо и овде (Here and There) (Србија+САД+Немачка)
- Свети Георгије убива аждаху (Србија+Република Српска+Бугарска)
- Београдски фантом (Србија+Мађарска+Бугарска)
- Рањени орао
- Ordinary People (Србија+Француска+Швајцарска+Холандија)
- Јесен у мојој улици
- Хитна помоћ
- Чекај ме, ја сигурно нећу доћи
- Ђавоља варош
- Срце је мудрих у кући жалости
- Медени месец (Србија+Албанија)
- Беса (Србија+Словенија+Мађарска+Хрватска+Француска)
- Село гори... и тако
- Неко ме ипак чека

### 2010
- Флешбек
- Српски филм
- Као рани мраз (Србија+БиХ+Хрватска+Мађарска)
- Плави воз
- Неке друге приче (Србија+Словенија+Хрватска+БиХ+Македонија+Ирска)
- Жена са сломљеним носем (Србија+Немачка)
- Мотел Нана (Србија+Република Српска)
- Тилва Рош
- Бели, бели свет (Србија+Немачка+Шведска)
- Ма није он такав
- Шишање
- Монтевидео, бог те видео!

### 2011
- Непријатељ (Србија+Република Српска+Хрватска+Мађарска)
- Заједно
- Здухач значи авантура
- Бели лавови
- Октобар
- Сестре
- Како су ме украли Немци (Србија+Словенија+Хрватска)
- Кутија (The Box)
- Мирис кише на Балкану
- Парада
- Практични водич кроз Београд са певањем и плакањем (Србија+Француска+Немачка)
- Нарцис и Ехо

### 2012
- Клип
- Шешир професора Косте Вујића
- Доктор Реј и ђаволи (Србија+Црна Гора)
- Устаничка улица
- Црна Зорица (Србија+Грчка+Кипар+Пољска)
- Смрт човека на Балкану
- Јелена, Катарина, Марија
- Кад сване дан (Србија+Француска+Македонија)
- Лед
- Артиљеро
- Вир
- Љуљашка

### 2013
- Кругови (Србија+Немачка+Француска+Хрватска+Словенија)
- Љубав долази касније
- Фалсификатор (Србија+Република Српска+Словенија+Француска)
- С/Кидање
- Мамарош (Србија+Немачка+Мађарска)
- Одумирање (Србија+Швајцарска)
- Држава
- Где је Нађа?
- Војна академија 2

### 2014
- Кад љубав закасни
- Монтевидео, видимо се!
- Непослушни (Србија+Француска+Немачка)
- Мали Будо (Србија+Словенија+БиХ)
- Топ је био врео (Србија+Република Српска)
- Мамула
- Атомски здесна (Србија+Црна Гора)
- Тмина
- Чудна шума (Србија+Мађарска)
- Варвари (Србија+Црна Гора+Словенија)
- Споменик Мајклу Џексону (Србија+Немачка+Македонија+Хрватска)
- Једнаки
- Травелатор
- Ничије дете (Србија+Хрватска)
- Бранио сам Младу Босну
- Исцељење
- Пети лептир

### 2015
- Горчило - Јеси ли то дошао да ме видиш (Србија+Црна Гора)
- Отворени кавез (Србија+Немачка)
- Небо изнад нас (Србија+Холандија+Белгија)
- Бићемо прваци света (Србија+Хрватска+Словенија+БиХ+Македонија)
- Петља
- Енклава
- Жигосана
- Унутра
- За краља и отаџбину
- Панама
- Off
- Поред мене
- Аманет
- Отаџбина (Србија+Немачка)
- Игра у тами
- Смрдљива бајка (Србија+Бугарска)
- Породица
- Сизиф К.
- Без степеника

### 2016
- Добра жена (Србија+БиХ+Хрватска)
- Влажност (Србија+Холандија+Грчка)
- Апофенија
- Отворена
- Процеп (Србија+Јужна Кореја+Словенија)
- Браћа по бабине линије
- Дневник машиновође (Србија+Хрватска)
- Инкарнација
- Сви северни градови (Србија+БиХ+Црна Гора)
- Она је жива
- Споразум
- Име: Добрица, презиме: непознато
- На млијечном путу (On the Milky Road) (Србија+Велика Британија+САД)
- Јесен самураја
- Војна академија 3: Нови почетак
- Ветар
- Стадо
- Santa Maria della Salute
- Слепи путник на броду лудака

### 2017
- Сага о 3 невина мушкарца
- Зона Замфирова-други део
- Реквијем за госпођу Ј. (Србија+Бугарска+Македонија)
- Бисер Бојане (Србија+Црна Гора)
- Повратак (The Return)
- Афтерпарти
- Сневани снегови (Álom Hava) (Србија+Мађарска)
- Козје уши (Србија+Словенија)
- Нигде
- Проклети пас
- Изгредници
- Хоризонти

### 2018
- Патуљци са насловних страна
- О бубицама и херојима
- Успон Едерлезија
- Бандити у потрази за мамом
- Гранде Пунто
- Претпоставка невиности
- Злогоње (Србија+Македонија)
- Терет (Србија+Француска+Хрватска+Иран)
- Систем
- Јужни ветар
- Заспанка за војнике
- Краљ Петар I (Србија+Грчка)
- Између дана и ноћи (Србија+Црна Гора)

### 2019
- Такси блуз
- Шавови
- Александра
- Режи
- Пси умиру сами
- Делиријум тременс
- Пијавице (Србија+Хрватска+Македонија)
- Мамонга (Србија+БиХ+Црна Гора)
- Ајвар (Србија+Црна Гора)
- Четири руже
- Војна академија 5
- Екипа
- Асиметрија (Србија+Словенија+Италија)
- Револт
- Реална прича
- Мој јутарњи смех
- А.С. (25)

### 2020
- Отац (Србија+Француска+Немачка+Словенија+Хрватска+БиХ)
- Пролеће на последњем језеру
- Оаза (Србија+Холандија+Словенија+БиХ+Француска)
- Име народа
- Викенд са ћалетом
- Жив човек (Србија+Немачка+Бугарска)
- Дара из Јасеновца
- Студенац
- Хотел Београд (Србија+Русија)

### 2021
- Једини излаз
- Келти
- Лихвар
- Пролећна песма
- Јужни ветар 2: Убрзање (Србија+Хрватска)
- Нечиста крв: Грех предака
- Небеса (Србија+Немачка+Македонија+Словенија+Хрватска+Црна Гора+БиХ)
- Пуцњи у Марсеју
- Тома
- Страхиња Бановић (Србија+Француска+Луксембург+Бугарска+Литванија)
- Не играј на Енглезе
- Александар од Југославије
- Гејм (The Game)  (Србија+САД)
- Вампир (Србија+Немачка+УК)[3]
- Није лоше бити човек (Србија+Хрватска)

### 2022
- Златни дечко
- Мрак  (Србија+Бугарска+Данска+Италија+Грчка)[4]
- Близанци
- Хероји радничке класе
- Лето када сам научила да летим  (Србија+Хрватска+Бугарска+Словачка)
- Кључ
- Хероји
- Комунистички рај
- Било једном у Србији (Србија+САД)
- Опкољени
- Ђенга, чудна игра
- Усековање
- Кристина
- Милојев дар
- Liberta - Рађање града
- Луча
- Ала је леп овај свет
- Порно прича
- Вучје бобице
- Комедија на три спрата
- Света Петка - Крст у пустињи  (Србија+Јордан)
- Џем од кавијара
- Да ли сте видели ову жену?  (Србија+Хрватска)
- Траг дивљачи (Србија+Хрватска)
- Вера

### 2023
- Олуја
- Овуда ће проћи пут
- Са'рана, бижутерија и по који капут
- Троје
- Уста пуна земље
- Индиго кристал
- Заљубљена Ана, господин заборав и мама
- Муње: oпет!
- Свилен конац
- Чекај ме и вратићу се
- Пенал и сексуални живот Ане Ђ.
- Иза камере
- Даница
- Lost Country (Србија+Француска+Хрватска+Луксембург)
- Мања
- Кома
- Пешчане плаже Марса
- Момак и девојке
- Поред тебе
- Ако киша не падне
- Заштита пре свега
- Херој улице
- Чувари формуле (Србија+Словенија+Црна Гора+Северна Македонија)
- Пригушивач
- Ко жив, ко мртав
- Што се боре мисли моје
- Радничка класа иде у пакао (Србија+Грчка+Бугарска+Црна Гора+Хрватска+Румунија)
- Хероји Халијарда
- Покидан
- Сунце мамино (Србија+Хрватска)

### 2024
- Недеља
- 78 дана
- Joрговани
- Видеотека
- За данас толико
- Руски конзул
- Девојачко вече
- Последњи стрелац
- Лазарев пут (Србија+Грчка)
- Мегдан: Између воде и ватре (Србија+Молдавија+Бугарска)
- Баук (Србија+Русија)
- Југодром
- Мајка Мара (Србија+Словенија+БиХ+Црна Гора+Луксембург+Швајцарска)
- Међу боговима (Србија+Италија+Хрватска)
- Мачји крик
- Прва класа-пун гас!
- Изолација
- Сунце никад више
- Стравично
- Воља синовљева
- Поред нас

### 2025
- Ветре, причај са мном
- Последњи круг момци
- Тапија
- Обичаји
- Како је овде тако зелено (Србија+Бугарска+Хрватска)
- Седеф магла
- Линије жеља (Србија+Хрватска+БиХ+Холандија)
- Yugo Florida (Србија+Црна Гора+Хрватска+Бугарска)
- Кармадона
- Оче наш (Србија+Македонија+БиХ+Италија+Хрватска+Црна Гора)
- Хајдук у Београду